# Pont Prek Pnov
Le pont Prek Pnov est un pont traversant le Tonlé Sap à Prek Pnov province de Phnom Penh, au Cambodge. Il s'élève au dessus de la Nationale 5 et assure la liaison avec route Tomnop Kop Srov. 